# Parley Baer
Parley Edward Baer (* 5. August 1914 in Salt Lake City, Utah; † 22. November 2002 in Los Angeles, Kalifornien) war ein US-amerikanischer Schauspieler, Synchronsprecher und Radiomoderator mit einer über 60 Jahre umfassenden Karriere.

## Leben
Baer wurde als Parley Edward Baer in Salt Lake City im US-Bundesstaat Utah geboren und studierte Schauspiel an der University of Utah.
Während des Zweiten Weltkriegs diente Baer als Offizier in den United States Army Air Forces und erlangte den Rang eines Captains. Er diente von 1942 bis 1946 im Pazifikkrieg und erhielt für seinen Dienst eine Presidential Unit Citation der Armee, die American Campaign Medal, die Asiatic-Pacific Campaign Medal, die World War II Victory Medal und sieben Service Stars.
Nach seiner Zeit beim Militär lernte er die Zirkusartistin und Bareback-Reiterin Ernestine Clarke, geboren als Elizabeth Laura Clarke, kennen und heiratete sie am 9. April 1946. Ihr Vater war der Trapezkünstler Ernie Clark, der als erster Mensch einen dreifachen Salto auf dem „fliegenden Trapez“ vollführte. Das Paar war 54 Jahre lang verheiratet – bis zu Ernestines Tod am 5. August 2000 in Tarzana. Sie hatten zwei Töchter, Dale und Kim.
Baer war ein langjähriges Mitglied der St. Nicholas Episcopal Church in Encino, wo er in vielen Funktionen tätig war, unter anderem als Oberdiener. 1969 hielt Baer die Trauerrede bei der Beerdigung seines Kollegen aus der Andy Griffith Show, Howard McNear.
Am 11. November 2002 erlitt Baer einen Schlaganfall – wiederholt nach einem Schlaganfall im Jahr 1997 – und wurde in das Motion Picture & Television Country House and Hospital gebracht, wo er elf Tage später im Alter von 88 Jahren verstarb. Er wurde auf dem Forest Lawn Memorial Park in Hollywood Hills beigesetzt.

## Karriere
Seine berufliche Laufbahn begann Baer, neben dem Radio, beim Zirkus. Er arbeitete bis zu seinem Militärdienst im Zweiten Weltkrieg als Sprechstallmeister des Circus Vargas und Barnum & Bailey, war aber auch mit eigenen Vorstellungen auf Tournee und besaß später den American National Circus. Während der Wintermonate arbeitete er unter anderem in der Presseabteilung des Zirkus Al. G. Barnes und war später im Vorstand des L.A. Circus; er blieb dem Zirkus neben seiner Radio- und Fernsehkarriere sein Leben lang treu. Nach seiner Rückkehr in die Vereinigten Staaten war Baer Ende der 1940er und in den 1950er Jahren als Tiertrainer im heute geschlossenen „Jungleland USA“ in Thousand Oaks tätig, wo er eine Show mit sieben Tigern hatte. Aufgrund seiner Erfahrung als Wildtiertrainer wurde er zudem Dozent beim Zoo von Los Angeles.

### Radio
Ab den 1930er Jahren war Baer zunächst als Programmsprecher beim Radiosender KSL seiner Heimatstadt Salt Lake City tätig; seine erste Radiosendung war The Whistler. Später war er in leitender Position für besondere Ereignisse beim Sender zuständig.
Bald folgten Auftritte in Radioserien wie Escape (als Erzähler in Wild Jack Rhett und als Titelfigur in einer Adaption von Stephen Vincent Benets A Tooth for Paul Revere), in Suspense, in Tales of the Texas Rangers (wo er verschiedenen Sheriff-Rollen sprach), in Dragnet, im CBS Radio Workshop, im Lux Radio Theater, in The Six Shooter sowie in Yours Truly, Johnny Dollar.
Ab 1952 sprach er an der Seite von William Conrad in der CBS-Radioversion von Rauchende Colts die Figur des Chester Wesley Proudfoot, Assistent von Marshal Matt Dillon; die Figur hieß in der Fernsehversion Chester Goode und wurde von Dennis Weaver gespielt. Baer arbeitete auch als Synchronsprecher in mehreren Radiosendungen, die von Norman MacDonnell produziert wurden; so sprach er Marshal Pete in der Situationskomödie The Harold Peary Show, Doc Clemens in Rogers of the Gazette und hatte weiteren Rollen in Fort Laramie und The Adventures of Philip Marlowe.
Der Hörspielautor und Regisseur Norman Corwin besetzte Baer 1969 als Simon Legree in der KCET-Fernsehlesung seines Hörspiels The Plot to Overthrow Christmas aus dem Jahr 1938.
Wiederkehrende Rollen hatte er zudem in der Radioversion von Green Acres, als Landarbeiter Eb, Gramps in The Truitts und Rene, dem Diener in einer Radioversion von Der Graf von Monte Cristo. Ab 1987 sprach er unter anderem Reginald Duffield und Onkel Joe Finneman in der Familienserie Adventures in Odyssey.
Zusammen mit Ralph Edwards gründete er die Pioneer Pacific Broadcasters. Über seine Arbeit beim Radio sagte Baer einst: „Radio is the most nearly perfect medium for an actor. If you have an audience of five million people listening to you, you’re giving 5 million performances.“ (deutsch: „Das Radio ist das nahezu perfekte Medium für einen Schauspieler. Wenn dir fünf Millionen Menschen zuhören, hast du fünf Millionen Vorstellungen.“)

### Karriere vor der Kamera
Baer war ein kräftiger, glatzköpfiger Charakterdarsteller, der als Neben- und Hauptdarsteller an der Seite zahlreicher frühen Sitcom-Stars des Fernsehens wie Lucille Ball, Ozzie Nelson und Andy Griffith zu sehen war.
Vor der Kamera war er in den ersten, zum Teil vor Publikum aufgezeichneten Theaterproduktionen zu sehen, die als Vorläufer der heutigen Fernsehserien gelten und ihren Ursprung zum Teil in Radioformaten hatten. So wirkte er zwischen 1955 und 1961 in The Adventures of Ozzie and Harriet mit und in den frühen 1960er Jahren in der Andy Griffith Show. 1952 spielte er in der Pilotversion der unveröffentlichten Anthologie-Serie Grand Central Station und 1965 in der Pilotversion der Sitcom The Donald O’Connor Show, an der Seite von Donald O’Connor, die ebenso nicht in Serie ging. Es folgten Auftritte in zahlreichen Fernsehserien in annähernd 50 Jahren.
Baer war auch in Filmen und Fernsehfilmen wie Rivalen um die Macht, Mein Zimmer wird zum Harem, Daddy’s Cadillac und Dave zu sehen. Besonders stolz war Baer auf seinen kurzen Auftritt in dem Film Der weiße Hund von Beverly Hills, einer eindringlichen Geschichte über Rassismus. Baer spielt eine Figur, die zunächst als freundlicher Großvater erscheint, sich dann aber als hasserfüllter Fanatiker entpuppt, der seinen Hund darauf trainiert hat, schwarze Menschen anzugreifen. Baer bemerkte zur Rolle: „Often racism, like true evil, presents itself with a smile and a handshake.“ (deutsch: „Wie das wahre Böse zeigt sich auch der Rassismus oft mit einem Lächeln und einem Händedruck“.)
Neben seiner Tätigkeit für Radio und Fernsehen war Baer auch regelmäßig als Sprecher von Werbespots tätig; so sprach er im Jahr 1978 Werbung für den Tierfutterhersteller Top Choice und lieh der Werbefigur Ernie Keebler bis zu seinem ersten Schlaganfall im Jahr 1997 seine Stimme, die für die gleichnamige Keksmarke warb. In den 1980er Jahren war er zudem als „Mr. S“ für S&W Fine Foods zu sehen.
1994 war es als Tweedledum in einer Alice im Wunderland-Audiobuch-Adaption von Oasis Audio zu hören. Einen seiner letzten Auftritte vor der Kamera hatte er 1996 in einer Folge der Science-Fiction-Fernsehserie Star Trek: Raumschiff Voyager und in einer Sprechrolle in dem Film Man and Cat im Jahr 2001.
Im deutschen Sprachraum wurde Baer unter anderem von Werner Abrolat, Curt Ackermann, Wolfgang Amerbacher, Friedrich W. Bauschulte, Heinz Theo Branding, Michael Cramer, Hans Jürgen Diedrich, Gerd Duwner, Hermann Ebeling, Kaspar Eichel, Erich Fiedler, Norbert Gescher, Heinz Giese, Georg Gütlich, Hans W. Hamacher, Clemens Hasse, Martin Hirthe, Klaus Höhne, Benno Hoffmann, Gerd Holtenau, Robert Klupp, Erhard Köster, Lothar Köster, Wolfgang Lukschy, Rolf Mamero, Lothar Mann, Arnold Marquis, Karl-Ulrich Meves, Horst Niendorf, Hans Nitschke, Hans Paetsch, Bruno W. Pantel, Gerhard Paul, Gerd Potyka, Wolf Rahtjen, Thomas Rau, Walter Reichelt, Anton Reimer, Jochen Schröder, Klaus Sonnenschein, Karl Sturm, Hans Teuscher, Walter Tschernich, Eric Vaessen, Konrad Wagner, Eberhard Wechselberg, Herbert Weicker, Herbert Weißbach und Alexander Welbat synchronisiert.

## Filmografie (Auswahl)

### Filme
- 1950: Verfemt (The Kid from Texas)
- 1950: Im Lande der Comanchen (Comanche Territory)
- 1950: Menschen ohne Seele
- 1951: Auf Bewährung freigelassen (The Company She Keeps)
- 1951: Vierzehn Stunden
- 1951: Three Guys Named Mike
- 1951: Air Cadet
- 1951: The Fat Man
- 1951: Froschmänner
- 1951: People Will Talk
- 1951: Cornelia tut das nicht (Elopement)
- 1952: Die Feuerspringer von Montana
- 1952: Die Maske runter
- 1952: Fearless Fagan
- 1952: Something for the Birds
- 1953: Polizei greift ein
- 1953: Vicki
- 1954: Fluß der Rache (The Gambler from Natchez)
- 1956: Zwischen Himmel und Hölle
- 1956: Carolyn (Fernsehfilm)
- 1956: Klar Schiff zum Gefecht (Away All Boats)
- 1957: Drango
- 1958: Die jungen Löwen (The Young Lions)
- 1958: Paul Bunyan (Kurzfilm)
- 1959: Geheimagent des FBI (The FBI Story)
- 1960: Eine Frau für zwei Millionen (Cash McCall)
- 1960: Unrasiert und fern der Heimat (Wake Me When It’s Over)
- 1960: Kerle, Colts und kalte Füße (Fernsehfilm; The Slowest Gun in the West)
- 1960: Abenteuer am Mississippi (The Adventures of Huckleberry Finn)
- 1961: Rivalen um die Macht (A Fever in the Blood)
- 1962: Am schwarzen Fluß (The Spiral Road)
- 1962: Gypsy – Königin der Nacht (Gypsy)
- 1964: Mein Zimmer wird zum Harem (The Brass Bottle)
- 1964: Zwei erfolgreiche Verführer (Bedtime Story)
- 1965: Das Testament des Magiers (Two on a Guillotine)
- 1965: Diese Calloways (Those Calloways)
- 1965: Widersteh, wenn du kannst (Bus Riley’s Back in Town)
- 1965: Fluffy
- 1965: Goldfalle (The Money Trap)
- 1965: Dreimal nach Mexiko (Marriage on the Rocks)
- 1966: Geliebter Haustyrann (The Ugly Dachshund)
- 1966: Vierzig Draufgänger (Follow Me, Boys!)
- 1967: Bullwhip Griffin oder Goldrausch in Kalifornien (The Adventures of Bullwhip Griffin)
- 1967: Die abenteuerliche Reise ins Zwergenland (The Gnome-Mobile)
- 1967: Der Befehl (Counterpoint)
- 1968: Totem (Day of the Evil Gun)
- 1968: Als das Licht ausging
- 1969: Doc (Fernsehfilm)
- 1969: Der gnadenlose Rächer (Young Billy Young)
- 1969: Wake Me When the War Is Over (Fernsehfilm)
- 1970: The Boy Who Stole the Elephant (Fernsehfilm; auch: The Wonderful World of Disney)
- 1970: The Over-the-Hill Gang Rides Again (Fernsehfilm)
- 1971: The Sheriff (Fernsehfilm)
- 1971: Zwei Galgenvögel (Skin Game)
- 1971: Don’t Push, I’ll Charge When I’m Ready (Fernsehfilm)
- 1971: The Strange Monster of Strawberry Cove (Fernsehfilm)
- 1972: Sixteen
- 1974: Punch and Jody (Fernsehfilm)
- 1975: Winner Take All (Fernsehfilm)
- 1976: Mit Dobermännern spaßt man nicht (The Amazing Dobermans)
- 1977: Halloween with the New Addams Family (Fernsehfilm)
- 1977: You Gotta Start Somewhere (Fernsehfilm)
- 1977: Incredible Rocky Mountain Race (Fernsehfilm)
- 1978: True Grit: A Further Adventure (Fernsehfilm)
- 1978: Die Zeitmaschine (The Time Machine, Fernsehfilm)
- 1980: Rodeo Girl (Fernsehfilm)
- 1981: Scheidungsgrund – Mord (Fernsehfilm; Murder in Texas)
- 1981: Eine schöne Bescherung (Carbon Copy)
- 1982: Der weiße Hund von Beverly Hills (White Dog, auch: Die weiße Bestie)
- 1982: Cry for the Strangers (Fernsehfilm)
- 1983: Dr. Detroit (Doctor Detroit)
- 1983: The Awakening of Candra (Fernsehfilm)
- 1984: Chattanooga Choo Choo
- 1984: Overnight Sensation (Kurzfilm)
- 1985: Die 1000 Augen der Ninja (Pray for Death)
- 1986: Des Teufels Spiegelbild (Fernsehfilm; Killer in the Mirror)
- 1986: Under the Influence (Fernsehfilm)
- 1987: Breaking Home Ties (Fernsehfilm)
- 1988: Flag (Fernsehfilm)
- 1988: Daddy’s Cadillac (License to Drive)
- 1989: Time Trackers
- 1990: Beinahe ein Engel (Almost an Angel)
- 1991: Inside Out (Sprechrolle; Video)
- 1992: Space Case
- 1993: Dave
- 1993: King B: A Life in the Movies
- 1994: Visitors – Besucher aus einer anderen Welt (Fernsehfilm; Roswell)
- 1995: Das Tal der letzten Krieger (Last of the Dogmen)
- 2001: Man and Cat (Sprechrolle)

### Fernsehserien
- 1951: Gruen Guild Playhouse
- 1952: The RCA Victor Show
- 1952: Dragnet
- 1952–1955: Our Miss Brooks
- 1953–1965: The Adventures of Ozzie and Harriet
- 1954: The George Burns and Gracie Allen Show
- 1954: Ihr Star: Loretta Young (The Loretta Young Show)
- 1954–1962: General Electric Theater
- 1955: Vater ist der Beste
- 1955: The Pepsi-Cola Playhouse
- 1955: Public Defender
- 1955: Täter unbekannt (The Lineup)
- 1955: Alle lieben Bob (The Bob Cummings Show)
- 1955: The Man Behind the Badge
- 1955: So This Is Hollywood
- 1955: Treasury Men in Action
- 1955: Geschichten, die der Alltag schrieb (TV Reader’s Digest)
- 1955: Fury
- 1955–1956: It’s a Great Life
- 1955–1957: You Are There
- 1955–1957: I Love Lucy
- 1956: Alfred Hitchcock präsentiert
- 1956: Hey, Jeannie!
- 1956: December Bride
- 1957: The Ford Television Theatre
- 1956–1957: Jane Wyman Show (Jane Wyman Theater, auch: Fireside Theatre)
- 1956–1957: Matinee Theatre (Matinee Theater)
- 1956–1957: Wire Service
- 1956–1959: Abenteuer im wilden Westen (Dick Powell’s Zane Grey Theater)
- 1956–1960: Make Room for Daddy (auch: The Danny Thomas Show)
- 1957: Panic!
- 1957: The 20th Century-Fox Hour
- 1957: Sally
- 1957: The Court of Last Resort
- 1957: Official Detective
- 1958: Trackdown
- 1958: Climax!
- 1958: The Californians
- 1958: Steve Canyon
- 1958–1959: Goodyear Theatre
- 1958–1960: The Real McCoys
- 1959: Black Saddle
- 1959: Whirlybirds
- 1959: Fibber McGee and Molly
- 1959: Der Texaner (The Texan)
- 1959: Westinghouse Desilu Playhouse
- 1959: Anwalt der Gerechtigkeit (Lock-Up)
- 1959–1961: Westlich von Santa Fé (The Rifleman)
- 1959–1962: Have Gun – Will Travel
- 1959–1962: Dennis, Geschichten eines Lausbuben (Dennis the Menace)
- 1959–1971: Disney-Land (Disneyland)
- 1960: Startime
- 1960: Johnny Midnight
- 1960: Thriller
- 1960: Vilma und King (National Velvet)
- 1960: Dan Raven
- 1960: The Tom Ewell Show
- 1960: Es geschah in den Zwanzigern (The Roaring 20’s)
- 1960–1962: The Law and Mr. Jones
- 1961: Harrigan und Sohn (Harrigan and Son)
- 1961: Ein Fall für Michael Shayne (Michael Shayne)
- 1961: Outlaws
- 1961: Mein unmöglicher Engel (Angel)
- 1961: Checkmate
- 1961: Adventures in Paradise
- 1961: Westinghouse Playhouse
- 1961: Schauplatz Los Angeles (The New Breed)
- 1961: The Gertrude Berg Show (auch: Mrs. G. Goes to College)
- 1961: Bus Stop
- 1961–1962: Target: The Corruptors
- 1961–1966: Bonanza
- 1961–1966: Perry Mason
- 1962: Father of the Bride
- 1962: Kleiner Zirkus in Gefahr (Frontier Circus)
- 1962: Heute Abend Dick Powell (The Dick Powell Show)
- 1962: Bachelor Father
- 1962: Raum ist in der kleinsten Hütte (Room For One More)
- 1962: Am Fuß der blauen Berge (Laramie)
- 1962: Wagon Train
- 1962–1963: The Andy Griffith Show
- 1962–1965: Im Wilden Westen (Death Valley Days)
- 1962–1967: Hoppla Lucy! (The Lucy Show)
- 1963: G.E. True (GE True)
- 1963: Tausend Meilen Staub (Rawhide)
- 1963: Dr. Kildare (Dr. Kildare)
- 1963–1964: Temple Houston
- 1964: 77 Sunset Strip
- 1964: Das große Abenteuer (The Great Adventure)
- 1964: Jack-Benny-Show (auch: The Jack Benny Program)
- 1964: The Outer Limits
- 1964: Gauner gegen Gauner (The Rogues)
- 1964: Wendy and Me
- 1964: Bob Hope Presents the Chrysler Theatre
- 1964: The Joey Bishop Show
- 1964: Karen
- 1964: Mickey
- 1964–1967: Auf der Flucht (The Fugitive)
- 1965: My Living Doll
- 1965: Hazel
- 1965: Zivilcourage (Profiles In Courage)
- 1965: Mein Onkel vom Mars (My Favorite Martian)
- 1965: F Troop
- 1965: Amos Burke (Burke’s Law)
- 1965–1966: Katy (The Farmer’s Daughter)
- 1965–1966: Die Addams Family
- 1965–1969: Ein Käfig voller Helden (Hogan’s Heroes)
- 1965–1970: Petticoat Junction
- 1965–1970: FBI* 1966: The Double Life of Henry Phyfe
- 1966–1967: The Pruitts of Southampton
- 1966–1967: Gomer Pyle: USMC (Gomer Pyle, U.S.M.C.)
- 1967: Jericho
- 1967: Rango
- 1967: Occasional Wife
- 1967: Laredo
- 1967: Bezaubernde Jeannie (I Dream of Jeannie)
- 1967–1968: Der Mann von gestern (The Second Hundred Years)
- 1968: Lassie
- 1968: Der Strafverteidiger (Judd, for the Defense)
- 1968: Der Chef (Ironside)
- 1969: Die Spur des Jim Sonnett (The Guns Of Will Sonnett)
- 1969: The Name of the Game
- 1969: The Queen and I
- 1969: Planet der Giganten (Land of the Giants)
- 1969: The Outcasts
- 1969: The New People
- 1969: Doris Day in… (The Doris Day Show)
- 1969: Die Macht des Geldes (Harold Robbins’ The Survivors)
- 1970: Mannix
- 1970: Bill Cosby (The Bill Cosby Show)
- 1962–1970: Die Leute von der Shiloh Ranch (The Virginian)
- 1965–1971: Green Acres
- 1966–1972: Verliebt in eine Hexe[11][12]
- 1971: Twen-Police (The Mod Squad)
- 1971: The D.A.
- 1971: Here’s Lucy
- 1971–1975: Medical Center
- 1972: The Don Rickles Show
- 1972–1974: Temperatures Rising
- 1973: Kung Fu
- 1973: Ozzie’s Girls
- 1974: Apple’s Way
- 1974: The ABC Afternoon Playbreak
- 1975: The Manhunter
- 1975: Three for the Road
- 1976: Die Straßen von San Francisco (The Streets of San Francisco)
- 1976–1980: Unsere kleine Farm (Little House on the Prairie)
- 1977: The Hardy Boys/Nancy Drew Mysteries
- 1977: California Okay (The San Pedro Beach Bums)
- 1977–1979: Durch die Hölle nach Westen (How the West Was Won)
- 1978: Grandpa Goes to Washington
- 1978–1979: Project U.F.O.
- 1978–1979: Drei Engel für Charlie (Charlie’s Angels)
- 1979: Angst im Superexpress (auch: Supertrain)
- 1979: Der unglaubliche Hulk (The Incredible Hulk)
- 1979: Mavericks großes Spiel (Young Maverick)
- 1979–1982: Lou Grant
- 1980: B.J. und der Bär (B. J. and the Bear)
- 1980: Hallo Larry (Hello, Larry)
- 1980: Nachdenkliche Geschichten (Insight)
- 1980: WKRP in Cincinnati
- 1981: Unter der Sonne Kaliforniens (Knots Landing)
- 1981: Flamingo Road
- 1981: Harper Valley P.T.A. (Harper Valley PTA)
- 1981–1984: Ein Duke kommt selten allein (The Dukes of Hazzard)
- 1982: Hart aber herzlich (Hart to Hart)
- 1982: Madame’s Place
- 1982: Vater Murphy (Father Murphy)
- 1982: Dallas
- 1982: The Fisher Family (auch: This is the Life)
- 1983: Archie Bunker’s Place
- 1983: Herzbube mit zwei Damen (Three’s Company)
- 1984: Das A-Team (The A-Team)
- 1984: Finder of Lost Loves
- 1984–1987: Newhart
- 1985: Shadow Chasers
- 1986: Unbekannte Dimensionen
- 1986: Simon & Simon
- 1987: One Big Family
- 1987: Golden Girls (The Golden Girls)
- 1987: Hunter
- 1988: Harrys wundersames Strafgericht (Night Court)
- 1988: Eisenhower & Lutz
- 1989: Unser lautes Heim (Growing Pains)
- 1989–1990: Alles Okay, Corky? (Life Goes On)
- 1990: Alles total normal – Die Bilderbuchfamilie (True Colors)
- 1990–1994: L.A. Law – Staranwälte, Tricks, Prozesse (L.A. Law)
- 1991: Major Dad
- 1991: Flash – Der Rote Blitz (The Flash)
- 1991: Beverly Hills, 90210
- 1991–1992: Zurück in die Vergangenheit (Quantum Leap)
- 1993: Verrückt nach dir (Mad About You)
- 1993: Der Prinz von Bel-Air (The Fresh Prince of Bel-Air)
- 1993–1996: Schatten der Leidenschaft (The Young and the Restless)
- 1994: Viper
- 1994: Renegade – Gnadenlose Jagd (Renegade)
- 1995: Mit Herz und Scherz (Coach )
- 1996: Star Trek: Raumschiff Voyager (Star Trek: Voyager)

## Radio (Auswahl)
- 1950–1951: Honest Harold, the Homemaker (Sprechrolle als Orts-Marshal Pete)
- 1952–1961: Gunsmoke (Sprechrolle als Chester Wesley Proudfoot)
- 1969: The Plot to Overthrow Christmas (Sprechrolle als Simon Legree)
- 1987: Adventures in Odyssey (diverse Sprechrollen wie Joe Finnegan und Reginald Duffield)